# Колотки
Коло́тки (рос. Колотки, марій. Колотки) — присілок у складі Куженерського району Марій Ел, Росія. Входить до складу Куженерського міського поселення.

## Населення
Населення — 6 осіб (2010; 2 у 2002).
Національний склад (станом на 2002 рік):
- марі — 100 %